# Hermann-Bernhard Ramcke
Hermann-Bernhard Gerhard Ramcke (Schleswig, 24 gennaio 1889 – Kappeln, 5 luglio 1968) è stato un generale tedesco, uno dei ventisette decorati con la Croce di Cavaliere con Fronde di Quercia, Spade e Diamanti. Durante la sua carriera militare prestò servizio in marina, esercito e aviazione. Menzionato cinque volte nel Wehrmachtbericht, il bollettino di guerra dell'Oberkommando der Wehrmacht.

## Biografia

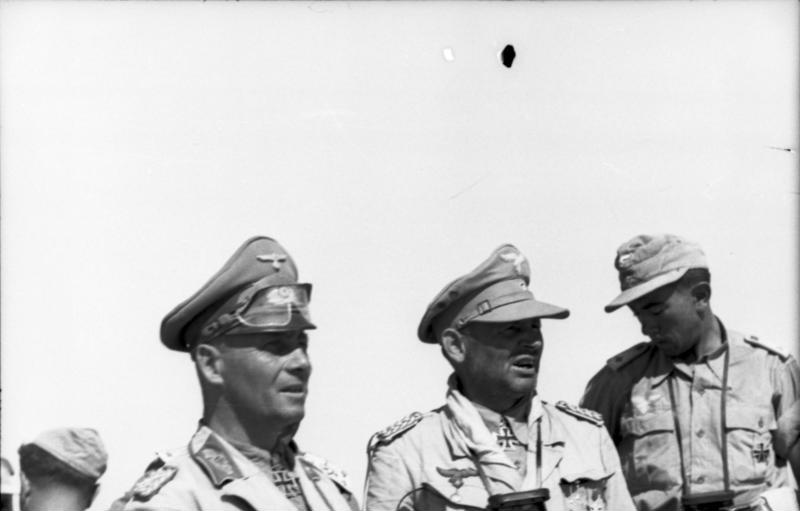
Ramcke (al centro) con Rommel nel 1942 in Nordafrica

Partecipò alla prima guerra mondiale nella fanteria di Marina e venne decorato con la Croce di Ferro di 1ª classe nelle Fiandre. Dopo la guerra, nel 1919, combatté in Curlandia contro l'Armata Rossa, nel Freikorps "Cordt von Brandis".
Alla fine di quell'anno si arruolò nell'esercito, e dal 1927 fu promosso capitano e divenne comandante di compagnia. Nel 1938, da tenente colonnello, divenne comandante del campo di addestramento militare di Zeithain.
Scoppiata la seconda guerra mondiale dal 16 gennaio al 18 luglio 1940 fu comandante del 69º reggimento di rimpiazzo di fanteria in Polonia e fu promosso colonnello (Oberst) il 1º marzo 1940.
Il 1º agosto 1940 passò alle truppe paracadutiste della Luftwaffe e dopo aver completato il corso per paracadutisti a Broitzem, riuscì ad ottenere la qualifica, superando tutte le prove, nonostante i suoi cinquantuno anni. Fu assegnato allo stato maggiore del Fallschirmjäger-Regiment 1. Dopo la formazione dell'XI. Fliegerkorps al comando di Kurt Student il 1º gennaio 1941, le unità supplementari e le scuole ad esso appartenenti gli furono subordinate. Ramcke partecipò all'operazione su Creta, e comandò le unità di rinforzo.
Dai suoi uomini era soprannominato "Denti di Ferro", per aver sostituito parte dei denti perduti nel corso di un incidente, durante un lancio addestrativo, con una dentiera di metallo.
Dopo essere stato dal marzo al maggio 1942 assegnato al Comando Supremo italiano per la preparazione dell'operazione C3 su Malta, comandò in Africa settentrionale la brigata di paracadutisti della Luftwaffe Fallschirmjäger-Brigade Ramcke e ottenne il grado di Generalmajor. Nel 1944 fu al comando della divisione 2. Fallschirmjäger-Division e il 1º settembre fu comandante della fortezza di Brest in Francia, con il grado di  General der Fallschirmtruppe (Generale di squadra aerea).  Per la difesa di Brest, Ramcke ricevette il 19 settembre 1944 sia la Croce di Cavaliere con le spade che con i diamanti. Quel giorno il suo fu l'ultimo bunker della fortezza ad arrendersi.
Prigioniero di guerra degli Alleati, fu estradato in Francia nel dicembre 1946 e condannato a cinque anni e mezzo di prigione per crimini di guerra compiuti nella battaglia di Brest il 21 marzo 1951, e rilasciato il 24 giugno, tenendo conto dei suoi 57 mesi di custodia cautelare già scontati.